# 米夫林 (阿拉巴馬州)
米夫林（英語：Miflin）是一個位於美國阿拉巴馬州鮑德溫縣的非建制地區。該地的面積和人口皆未知。

## 地理
米夫林的座標為30°22′14″N 87°36′39″W / 30.370555°N 87.610833°W，而該地最高點為海拔高度11米（即36英尺）。